# Delhi-Klasse
Die Delhi-Klasse (auch als Project 15 bezeichnet) ist eine Klasse von drei Zerstörern der Indischen Marine, die seit 1997 in Dienst steht.

## Geschichte
Die Planung für das Project 15 geht auf das Jahr 1977 zurück. Es sollte eine verbesserte Variante der Godavari-Klasse werden und der Bau dieser Fregatten sollte 1982 bei Mazagon Dock Limited in Mumbai beginnen. Nach dem Falklandkrieg stellte der Marinestab jedoch weitere Forderungen und das russische Konstruktionsbüro Severnoye Design Bureau wurde als Berater hinzugezogen. Der modifizierte Entwurf von 1985 war größer und hatte verbesserte Fähigkeiten. Er verband russische und westliche Technologie und war von der Rajput-Klasse, der Sowremenny-Klasse und der Godavari-Klasse beeinflusst. Mit dem Bau des ersten Schiffes wurde im November 1987 begonnen und die drei Fregatten sollten zwischen 1992 und 1996 abgeliefert werden.
Durch laufende Änderungswünsche der Marine mussten große Sektionen immer wieder überarbeitet werden. Das bewirkte, neben einer Kostensteigerung von 142 Prozent, auch die Verzögerung des gesamten Projekts und die Klassifizierung zum Zerstörer. Am 16. Mai 1996 brach auf dem ersten Schiff ein Feuer aus. Die Reparaturen riefen weitere Kosten und Verzögerungen hervor. Ein zweites Feuer am 10. Oktober 1996 hatte keine weiteren Auswirkungen. Mit dem Ziel, den heimischen Kriegsschiffbau zu stärken und unabhängiger zu werden, wurden die ganzen Schwierigkeiten jedoch in Kauf genommen. Am 15. November 1997 konnte der erste selbst gebaute indische Zerstörer, die INS Delhi, in Dienst gestellt werden.

## Ausstattung
Die 6.900 ts großen Zerstörer werden von zwei ukrainischen Gasturbinensätzen des Typs M36E angetrieben, die auf zwei Propeller wirken. Bei einer Leistung von mehr als 60.000 PS wird eine Geschwindigkeit von 32 Knoten erreicht.

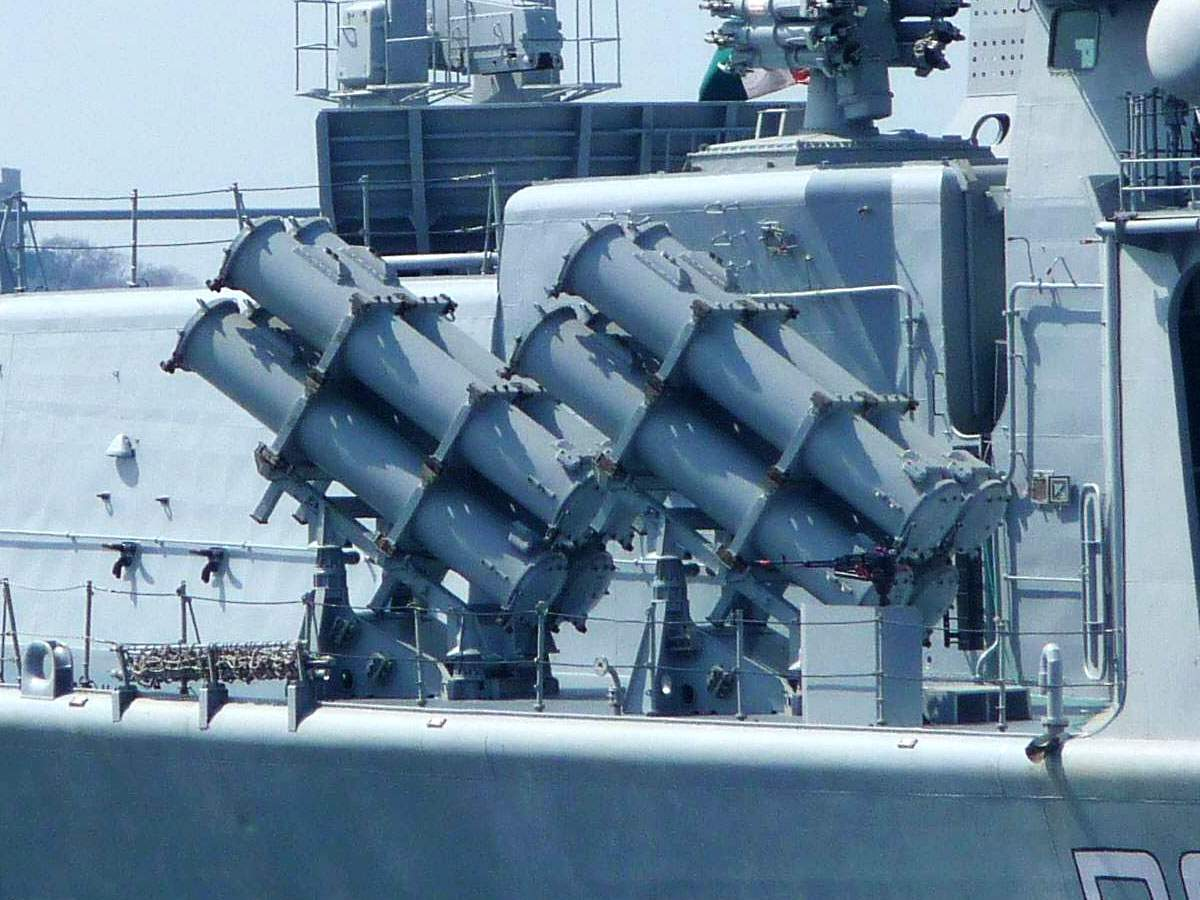
Zwei Vierfachstarter für 3M24-Seezielflugkörper

Die Bewaffnung besteht aus modernen Seezielflugkörpern, Flugabwehrraketen, Geschützen, Torpedos, Wasserbombenwerfern und Täuschkörpern.
Für die Luft- und Seeraumüberwachung sind die Schiffe mit entsprechenden Radargeräten und für die U-Jagd mit zwei Sonaren ausgestattet. Darüber hinaus verfügen sie über eine angemessene Anzahl von Feuerleitanlagen und Geräten zur elektronischen Kampfführung.
Die Zerstörer der Delhi-Klasse sind die ersten indischen Kriegsschiffe mit einem doppelten Hangar für zwei Bordhubschrauber. Zum Einsatz kommen Sea King Mk.42B und HAL Dhruv. Alle drei Einheiten können auch als Flaggschiff eingesetzt werden und sind entsprechend eingerichtet.

## Einheiten
| Kennung | Name   | Bauwerft                     | Kiellegung        | Stapellauf    | Indienststellung  | Bemerkungen (Heimathafen) |
| ------- | ------ | ---------------------------- | ----------------- | ------------- | ----------------- | ------------------------- |
| D 61    | Delhi  | Mazagon Dock Limited, Mumbai | 14. November 1987 | 20. März 1995 | 15. November 1997 | Aktiv (Visakhapatnam)     |
| D 60    | Mysore | Mazagon Dock Limited, Mumbai | 2. Februar 1991   | 4. Juni 1993  | 2. Juni 1999      | Aktiv (Visakhapatnam)     |
| D 62    | Mumbai | Mazagon Dock Limited, Mumbai | 14. Dezember 1992 | 20. März 1995 | 22. Januar 2001   | Aktiv (Mumbai)            |